# Dianthus acantholimonoides
Dianthus acantholimonoides är en nejlikväxtart som beskrevs av Boris Konstantinovich Schischkin. Dianthus acantholimonoides ingår i släktet nejlikor, och familjen nejlikväxter. Inga underarter finns listade i Catalogue of Life.